# 권태응문학상
권태응문학상은 독립 운동가이자 동요 시인이었던 권태응의 탄생 100주념을 기념하여 문학 정신을 기리기 위하여 충주중원문화재단이 제정한 문학상이다.

## 역대 수상자
- 2018년 1회 - (동시) 김개미의 '쉬는시간에 똥싸기 싫어'
- 2019년 2회 - (동시) 윤제림의 '거북이는 오늘도 지각이다', (동화) 이반디의 '꼬마 너구리 요요'